# Juan Pablo Garat
Juan Pablo Garat (Avellaneda, Provincia de Buenos Aires, Argentina, 19 de abril de 1983) es un futbolista argentino, que se desempeña como defensa y que actualmente milita, en el FC Aarau de la Challenge League de Suiza.

## Vida personal
Es hermano del también futbolista Juan Carlos Garat (que juega en el ascenso de Italia) es su mellizo. 
Está casado con Belén Flores, madre de Pilar Agustina Nieto

## Clubes
| Club            | País      | Año           |
| --------------- | --------- | ------------- |
| Atlanta         | Argentina | 2004 - 2005   |
| Saint Gallen    | Suiza     | 2005-2009     |
| Tigre           | Argentina | 2009-2010     |
| Dinamo Bucarest | Rumania   | 2010          |
| FC Aarau        | Suiza     | 2011-presente |